# Guðmundur Arnar Guðmundsson
Pour les articles homonymes, voir Guðmundsson.
Guðmundur Arnar Guðmundsson est un réalisateur, scénariste et producteur islandais, né le 25 février 1982 à Reykjavík dans la région de Höfuðborgarsvæðið.

## Biographie
Guðmundur Guðmundsson obtient un diplôme en beaux-arts de l'Académie des arts d'Islande et déménage ensuite au Danemark afin d'y étudier l'écriture de scénario. Ses courts métrages ont été sélectionnés dans plus de 200 festivals dans le monde et ont gagné plus de 50 prix internationaux.
En 2013, il présente le court métrage Le Fjord des baleines, pour lequel il reçoit une mention spéciale en compétition officielle du festival de Cannes.
En 2016, il présente son premier long métrage Heartstone et reçoit le prix Queer Lion de la 73ème Mostra de Venise.

## Filmographie

### Réalisateur et scénariste

#### Longs métrages
- 2016 : Heartstone (Hjartasteinn)
- 2022 : Les Belles Créatures (Berdreymi)

#### Courts métrages
- 2005 : Þröng sýn
- 2009 : Jeffrey and Beth
- 2013 : Le Fjord des baleines (Hvalfjörður)
- 2014 : Ártún

### Producteur

#### Longs métrages
- 2016 : Heartstone (Hjartasteinn) de lui-même
- 2019 : Un jour si blanc (Hvítur, hvítur dagur) de Hlynur Pálmason (producteur exécutif)
- 2022 : Les Belles Créatures (Berdreymi) de lui-même (producteur exécutif)
- 2022 : Godland (Volaða land) de Hlynur Pálmason (coproducteur)

#### Courts métrages
- 2005 : Þröng sýn de lui-même
- 2009 : Jeffrey and Beth de lui-même
- 2013 : Le Fjord des baleines (Hvalfjörður) de lui-même
- 2014 : Ártún de lui-même
- 2015 : The Mad Half Hour de Leonardo Brzezicki (coproducteur)
- 2020 : Sealskin d'Ugla Hauksdóttir (producteur délégué)
- 2022 : Nid (Nest) de Hlynur Pálmason (coproducteur)

## Distinctions
Festival international du film de Stockholm 2022 : Prix du meilleur scénario pour Beautiful Beings.

### Documentation
- (en) [vidéo] ADELIS 72, « Interview with Gudmundur Arnar Gudmundsson », sur YouTube, 22 février 2017 (consulté le 5 juin 2021).